# Tagaz Vega
Tagaz Vega — российский легковой автомобиль сегмента C.
Презентация модели и пресс-конференция состоялась на Красной площади в Москве. А официально модель была представлена в апреле 2009 года на выставке «Автоформула», проходившей в Ростове-на-Дону. Первый экземпляр собран 30 апреля 2009 года. Массовое производство автомобилей началось летом 2009 года, а в сентябре 2009 года по решению суда Сеула производство автомобилей было приостановлено. Автомобиль реализовался через сеть официальных дилеров ТагАЗа, и за это время было реализовано 1037 машин.
По заявлениям производителя, машина разработана корейским подразделением TagAZ Korea. Подразделение поставляло двигатель, подвеску, двери и элементы кузова. Окончательная сборка осуществлялась в Таганроге. Степень локализации автомобиля составляла до 15 %.

## Комплектации
Автомобиль был доступен в кузове седан с мотором объёмом 1,6 л., развивающим максимальную мощность 124 л.с. и крутящий момент 173 Н*м. Двигатель агрегируется только с пятиступенчатой механической трансмиссией.
На выбор было представлено 5 комплектаций. В базовой комплектации имеется гидроусилитель руля и подушка безопасности для водителя. В максимальной комплектации, в которой предлагается климат-контроль, парктроник, а также подогрев передних сидений и ABS, стоимость автомобиля не превышала полмиллиона рублей.
Кроме того, в дополнение к базовому силовому агрегату планировалось добавить ещё два варианта двигателя с рабочим объёмом 1,4 и 1,8 литров, а также автоматическую коробку передач.
Находились в финальной стадии разработки также вариант с кузовом «хетчбэк» и рестайлинг передней части.

## Иск GM Daewoo
17 сентября 2009 года южнокорейское подразделение General Motors (GM Daewoo Auto & Technology) инициировала судебное разбирательство в отношении TagAZ Korea — подразделения «ТагАЗ». GM Daewoo обвинила TagAZ Korea в нарушении прав на интеллектуальную собственность и в использовании информации, представляющей коммерческую тайну. Также GM Daewoo потребовала запретить выпускать и продавать автомобили, разработанные, по её мнению, с использованием украденной документации. По мнению представителей GM Daewoo, похищенные данные модели Chevrolet Lacetti были использованы при проектировании автомобиля Tagaz Vega
Вскоре после этого в отечественных СМИ появилась информация о наложении корейским судом запрета на производство модели и её снятии с производства. Однако за этим последовало официальное опровержение со стороны пресс-службы Таганрогского автозавода.
По заявлениям заводской пресс-службы, ТагАЗ не имел официальных запретов на производство и реализацию модели Vega и не получал уведомлений, исков и любого рода претензий из судебных инстанций, а решение, принятое судом Сеула в отношении TagAZ Korea, носило временный характер и защищало интересы GM Daewoo от возможного ущерба до момента завершения разбирательства по делу, но никак не подтверждало доказанности его претензий. Официальный представитель ТагАЗа заявил, что на первичном слушании претензии GM Daewoo были отклонены корейским арбитражным судом за недоказанностью, а дальнейшее разбирательство по делу было перенесено.
23 февраля 2011 года решением суда Сеула ТагАЗ был оштрафован на 10 млн южнокорейских вон (~$8,896) за незаконное использование технологий GM. Из-за существующего запрета на производство сборка автомобиля была остановлена.

## Галерея
- Tagaz Vega, вид спереди
- Tagaz Vega, вид сзади
- Tagaz Vega
- Приборная панель автомобиля
- Интерьер автомобиля